# Jaruco
Jaruco là một đô thị và thành phố ở tỉnh La Habana của Cuba. Thị xã được lập năm 1762 với tên Conde de San Juan del Jaruco. "Jaruco" là cái tên bằng ngôn ngữ Taíno thời tiền-Columbus của khu dân cư này.

## Thông tin nhân khẩu
Năm 2004, đô thị Jaruco có dân số 25.658 người. Diện tích là 276 km² (106,6 mi²), với mật độ dân số là 93,0người/km² (240,9người/sq mi).
Năm 1940, Đô thị này được chia thành các phường (barrio) Arroyo Vuelto, Casiguas, Castilla, Ciudad de Jaruco, Don Martín, Escaleras de Jaruco, Bainoa, San Antonio de Río Blanco và Santa Ana.